# Handmade Films
A Handmade Films filmstúdiót George Harrison és üzlettársa, Denis O'Brian alapította meg 1979-ben. Azzal a céllal jött létre, hogy finanszírozzák a Brian élete című Monty Python filmet, amikor az eredeti gyártó kihátrált a projektből. Négymillió angol fontot adtak a film gyártásához, bár a beruházásnak a Python-rajongáson kívül állítólag adóügyi okai is voltak.[forrás?]
A stúdió fontos szerepet játszott a brit filmgyártás történetében. Eric Idle egyik nyilatkozata szerint a Handmade egymaga képviseli a brit filmgyártást. Filmjeikkel számos színésznek biztosították a nemzetközi karrier lehetőségét (például Bob Hoskins, Pierce Brosnan vagy Robbie Coltrane).
1994-ben Harrison eladta a stúdiót a kanadai illetőségű Paragon Entertainment Corporationnek és sikerrel perelte be O'Brient az annak üzletvezetői tevékenysége alatt felhalmozott veszteségek miatt.

## Fontosabb filmek
- John Mackenzie: Hosszú nagypéntek (1980)
- Terry Gilliam: Időbanditák (1981)
- Terry Hughes: Monty Python Live at the Hollywood Bowl (1982)
- Malcolm Mowbray: Magánpraxis (1984)
- Dick Clement: Water (1985)
- Neil Jordan: Mona Lisa (1986)
- Bruce Robinson: Mi ketten (1987)
- Bruce Robinson: How to Get Ahead in Advertising (1989)
- Jonathan Lynn: Apócák a pácban
- Guy Ritchie: A Ravasz, az Agy és két füstölgő puskacső (1998)